# マット・サンダース
マット・サンダース（Matt Saunders、1988年7月6日 - ）は、イングランドチチェスター出身のラグビーユニオン選手。

## プロフィール
- ポジションはセンター(CTB)、フルバック(FB)。
- 身長 178cm、体重 91kg
- ニックネームはマッティ。
- フィリピン代表に選ばれたことがある[1]。
- 7人制フィリピン代表にも選ばれたことがある[2]。

## 略歴
ギルロイカレッジ、メタウバンク大学を経て、2012年、NTTコミュニケーションズシャイニングアークスに加入。同年9月1日に行われたジャパンラグビートップリーグ第1節の東芝ブレイブルーパス戦に先発出場で日本での公式戦初出場を果たした。
2015年、クボタスピアーズに加入。
2019年、クボタスピアーズを退団した。